# 노원 센트럴 푸르지오
노원 센트럴 푸르지오(영어: Nowon Central Prugio)는 대한민국 서울특별시 노원구 상계동에 위치한 아파트다.